# NGC 6657
NGC 6657 este o galaxie situată în constelația Lira. A fost descoperită în 16 iulie 1876 de către Édouard Stephan⁠(d). Se află la o distanță de 100,77 megaparseci de Pământ.